# Partij van de Vrijheid
Partij van de Vrijheid, PvdV (Frihetspartiet) var ett kortlivat nederländskt parti, bildat den 23 mars 1946 av en grupp liberaler, ledda av den unge politikern Korthals.
Senare samma år beslöt det Liberala statspartiet, som varit förbjudet under andra världskriget, att gå upp i PvdV.
1948 gick man samman med Förberedelsekommittén för bildande av ett Demokratiskt Folkparti och bildade Folkpartiet för Frihet och Demokrati.